# Bed-ins for Peace
Bed-ins for Peace là chuỗi sự kiện biểu tình hòa bình trong 2 tuần tại các khách sạn Hilton tại Amsterdam và khách sạn Queen Elizabeth tại Montreal, do John Lennon cùng vợ Yoko Ono khởi xướng nhằm phản đối Chiến tranh Việt Nam. Với mục đích không kích động bạo lực, đây được coi là cách hoạt động mới mà 2 nghệ sĩ mong muốn kêu gọi nhằm phản đối chiến tranh, lấy ý tưởng từ hành động "sit-in" phổ biến trong các hoạt động biểu tình khắp nơi trên thế giới.
Sự kiện này sau này được ghi hình thành bộ phim tài liệu Bed Peace được Yoko Ono phát hành miễn phí trên nền tảng YouTube vào tháng 8 năm 2011 cũng như trên trang web cá nhân "Imagine Peace".